# لينكولن إم كيه إس
في عام 2007 كشفت شركة لينكولن الأمريكية عن الطراز الجديد من سيارتها MKS في معرض لوس أنجلوس الدولي للسيارات، حيث أطلقت للبيع في الأسواق في صيف عام 2008 على أنها موديل 2009
الشكل الخارجي لطراز لينكولن MKS يتمتع بتصميم أنيق وفاره، حيث يتميز بغطاء محرك ذي خطوط بارزة وأضواء أمامية HID متكيفة مع ميزة التحكم التلقائي بالإضاءة العالية، وصادم رياضي يحتوي على شبك تهوية مزين بخطوط من الكروم، وأضواء ضباب دائرية على طرفيه.
وتتميز لينكولن MKS الجديدة بمرايا جانبية آلية مدفأة مع مرايا ضغيرة داخلها لكشف النقطة العمياء، ومصابيح لإنارة الأرضية، وذاكرة، وميزة التعتيم التلقائي لجهة السائق، بالإضافة إلى لوحة المفاتيح المخفية SecuriCode المدمجة على باب السائق، كما وتتميز MKS بأضواء خلفية مستطيلة تعمل بخاصية ثنائي باعث للضوء يتوسطها خط من الكروم مزين بشعار لينكولن، وبصادم كبير ونافر مزود بمخرجيّ عادم دائريين على طرفيه من الكروم.
أما المقصورة الداخلية لطراز لينكولن MKS الجديد، فتحتوي على لوحة عدادات ومؤشرات قيادة بإضاءة LED، وعلى مقود جلدي متعدد الوظائف يمكنك من التحكم بمثبت السرعة والنظام الصوتي وبعض معلومات السيارة، بالإضافة إلى مقاعد جلدية مريحة مزودة بخاصية التحكم الكهربائي لـ12 وضعية وبخاصية التدفئة والتبريد والذاكرة.
وتتمتع لينكولن MKS بكونسول وسطي أنيق سهل الاستخدام يحتوي على شاشة تعمل باللمس لعرض الأنظمة الترفيهية والمعلوماتية، كنظام الملاحة والنظام الموسيقي والردايو وغيرها، أسفل منها أزرار التحكم بنظام التكييف.

## وصلات خارجية
- تقرير لينكولن MKS